# Савин, Игорь Юрьевич
Игорь Юрьевич Савин (род. 10 апреля 1962 года, Шатура, Московская область, СССР) — российский учёный-почвовед, член-корреспондент РАН (2016), академик РАН (2019).

## Биография
Родился 10 апреля 1962 года в г. Шатура Московской области.
В 1984 году — окончил географический факультет МГУ.
С 1984 по 1986 годы — инженер-синоптик Министерства обороны СССР.
С 1986 по 1987 годы — инженер по охране леса Шатурского леспромхоза Московской области.
С 1987 по 2002 годы — аспирант, младший, старший научный сотрудник, заведующий лабораторией (1990—2002) Почвенного института имени В. В. Докучаева.
В 1990 году — защитил кандидатскую диссертацию, тема: «Дешифрирование почвенного покрова лесостепи центрально-чернозёмного района по среднемасштабным космическим снимкам».
С 2002 по 2009 годы — научный сотрудник Института защиты и безопасности граждан ЕС (Италия).
В 2004 году — защитил докторскую диссертацию, тема: «Анализ почвенных ресурсов на основе геоинформационных технологий».
С 2009 по 2011 годы — заведующий сектором Института космических исследований РАН.
С 2011 года — заместитель директора по научной работе Почвенного института имени В. В. Докучаева.
С 2015 года — профессор РУДН.
В 2016 году — избран членом-корреспондентом РАН.
В 2019 году — избран академиком РАН.

## Научная деятельность
Специалист в области почвоведения.
Ведёт исследования, посвящённые разработке новых технологий дистанционного картографирования и мониторинга почв и земель.
Под его руководством и при непосредственном участии создана многовариантная геоинформационная система оценки ресурсного потенциала почв и земель России, которая послужила основой для принятия постановления Правительства Российской Федерации № 51 от 27 января 2015 года «Об утверждении Правил отнесения территорий к неблагоприятным для производства сельскохозяйственной продукции территориям», а также инвентаризационно-почвенные и земельно-оценочные географические информационные системы на разных уровнях обобщения, включая Единый государственный реестр почвенных ресурсов России, утверждённый МСХ РФ.
Автор более 350 научных трудов, из них 15 монографий.
Основные труды
- «Эколого-экономическая оценка деградации земель» (соавт., 2016)
- «Ресурсный потенциал земель Северного Кавказа для плодоводства» (соавт., 2016)
- учебное пособие «Аэрокосмические методы в сельском и лесном хозяйстве: компьютерный практикум» (2015)